# Het laantje van Middelharnis
Het laantje van Middelharnis is een schilderij van de Nederlandse landschapsschilder Meindert Hobbema, geschilderd in 1689, olieverf op doek, 103,5 × 141 centimeter. Het toont een niet meer herkenbaar landschap op Goeree-Overflakkee. Het schilderij bevindt zich thans in de collectie van het National Gallery te Londen.

## Hobbema en Engeland
In de achttiende en negentiende eeuw was het werk van Hobbema zeer gewild bij Engelse verzamelaars. Veel van zijn werken verdwenen overzee. Het laantje van Middelharnis werd in 1815 door de gemeente Middelharnis in Dordrecht verkocht voor 1000 gulden. In 1828 dook het werk weer op in Edinburgh waar het werd geveild voor ruim 200 pond. Spoedig daarna werd het voor 800 pond te Londen verworven door Robert Peel, die het in 1835 tentoonstelde in de British Institution. In 1871 schonk zijn zoon het aan de National Gallery.
Hobbema zou van grote invloed zijn op de Engelse landschapsschilders, waaronder Thomas Gainsborough en John Crome. De laatste zou vlak voor zijn dood in 1821 uitgeroepen hebben: "Oh, Hobbema, oh mijn grote Hobbema, hoe heb ik je bemind mijn vriend".

## Afbeelding
Het Laantje van Middelharnis lijkt op het eerste oog een eenvoudig klassiek Hollands landschap: een heldere dag, rijen bomen langs een pad dat het schilderij doorsnijdt, gebouwen in de verte die de lucht aan de horizon accentueren, een vlak landschap met sloten dat getuigt van zorgvuldige ontginning en intensief gebruik. Hobbema voegt de elementen in het schilderij echter dusdanig samen dat een extra dimensie ontstaat.
De gehele compositie is gecentraliseerd en de aandacht wordt zowel op het midden, op de verre afstand als op de onmiddellijke voorgrond gericht. De jonge populieren die de weg omzomen zijn extreem verkort en vormen een symmetrische V-vorm, die op de grond herhaald wordt door de terugwijkende stammen langs de kant van de weg. Door lijnen te trekken langs de toppen van de bomen en de rand van de weg ontstaat een centraal verdwijnpunt dat de kijker onweerstaanbaar het schilderij in trekt. Dit effect wordt nog versterkt door de zich naar de kijker toe begevende man met zijn hond, de diepe sporen in het pad en de nauwelijks herkenbare mensen in de verte. Ook de opvallend lage horizon, waaraan nog net enkele masten herkenbaar zijn, draagt daaraan bij. Het beeld van een verdwijnend pad, zoals dat ook wel voorkomt in de freudiaanse droomleer, is er een van verleiding. De laan opent zich wijd naar de kijker toe en krijgt daardoor een obsessieve, bijna hypnotische aantrekkingskracht. Het verleent het schilderij iets monumentaals dat de som van zijn delen overstijgt.

## Restauratie

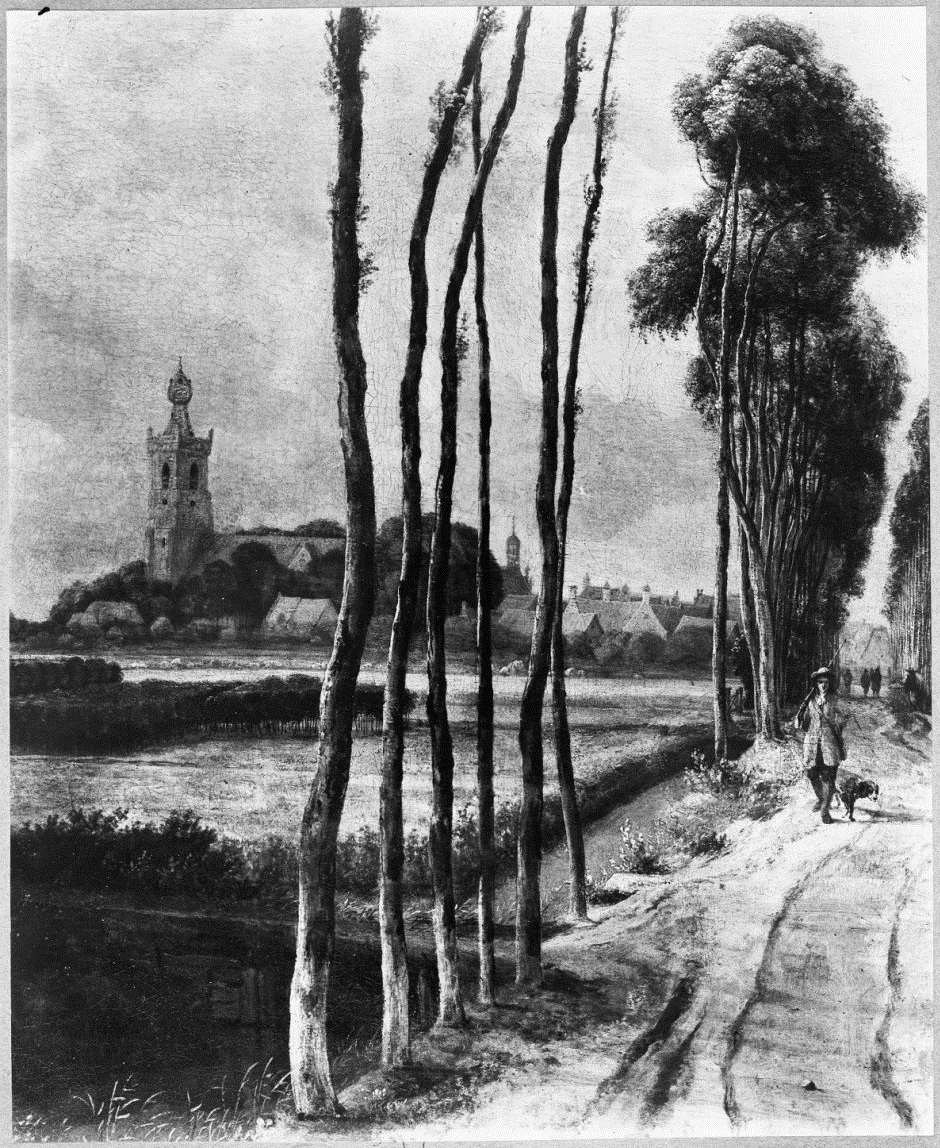

Hobbema liet zich imponeren door de weidse vlakten van het landschap, maar vooral ook door de door de wind gedreven heldere wolken daarboven, die een groot deel van het schilderij innemen. Tijdens het schoonmaken van het schilderij in de negentiende eeuw werd de lucht echter zwaar beschadigd. De tegenwoordige luchtschildering is dan ook grotendeels het werk van latere restaurateurs. De grote wolk rechts is het best bewaarde deel.
Röntgenfoto's hebben uitgewezen dat Hobbema op de voorgrond nog twee extra bomen schilderde, die later werden overgeschilderd. Bepaalde afgebroken slijtageplekken in de luchtpartij kunnen erop wijzen dat ook dit is besloten door latere restaurateurs. De National Gallery houdt het erop dat Hobbema het zelf heeft gedaan.